# Отиня
Отиня (на македонска литературна норма: Отиња) е река в Северна Македония, която тече през град Щип. В града има изградено широко корито (канал) за защита от пороите, тоест от големите води, които прииждат след пролетните и летните обилни дъждови. Извира в местността Чепровка в Юруклука - най-източните разклонения на Плачковица. Отиня е ляв приток на реката Брегалница. Влива се в Брегалница под Хисаря край Ново село.